# Ganderbal
Ganderbal là một thị xã và là nơi đặt ủy ban khu vực quy hoạch (notified area committee) của quận Srinagar thuộc bang Jammu và Kashmir, Ấn Độ.

## Nhân khẩu
Theo điều tra dân số năm 2001 của Ấn Độ, Ganderbal có dân số 13.944 người. Phái nam chiếm 53% tổng số dân và phái nữ chiếm 47%. Ganderbal có tỷ lệ 52% biết đọc biết viết, thấp hơn tỷ lệ trung bình toàn quốc là 59,5%: tỷ lệ cho phái nam là 66%, và tỷ lệ cho phái nữ là 37%. Tại Ganderbal, 12% dân số nhỏ hơn 6 tuổi.